# Windsor (villa)
Windsor es una villa ubicada en el condado de Broome en el estado estadounidense de Nueva York. En el año 2000 tenía una población de 901 habitantes y una densidad poblacional de 922 personas por km².

## Geografía
Windsor se encuentra ubicada en las coordenadas 42°4′30″N 75°38′21″O / 42.07500, -75.63917.

## Demografía
Según la Oficina del Censo en 2000 los ingresos medios por hogar en la localidad eran de $37,500, y los ingresos medios por familia eran $46,563. Los hombres tenían unos ingresos medios de $35,000 frente a los $21,298 para las mujeres. La renta per cápita para la localidad era de $18,168. Alrededor del 10% de la población estaban por debajo del umbral de pobreza.